# Gerald Ashworth
Gerald Howard Ashworth, detto Gerry (Haverhill, 1º maggio 1942), è un ex velocista statunitense.

## Biografia
Nel 1964 prese parte ai Giochi olimpici di Tokyo, dove fu campione olimpico nella staffetta 4×100 metri insieme ai connazionali Paul Drayton, Richard Stebbins e Bob Hayes, con i quali fece registrare il nuovo record del mondo con 39"0.

## Palmarès
| Anno | Manifestazione  | Sede  | Evento  | Risultato | Prestazione | Note |
| ---- | --------------- | ----- | ------- | --------- | ----------- | ---- |
| 1964 | Giochi olimpici | Tokyo | 4×100 m | Oro       | 39"0        |      |